# Florida (Missouri)
Florida ist ein im Monroe County, Missouri, USA gelegenes Dorf. Es ist Geburtsort des Schriftstellers Mark Twain, der für seine Werke Die Abenteuer des Tom Sawyer und Die Abenteuer des Huckleberry Finn berühmt ist. Schon Twain beschrieb seinen Geburtsort als „fast unsichtbares Dorf“.
Den höchsten Bevölkerungsstand hatte Florida im Jahr 1880 mit 280 Einwohnern. Bei der Volkszählung 2000 waren es 9 Einwohner. 2010 wird die Bevölkerung mit 0 angegeben. Das U.S. Census Bureau hat bei der Volkszählung 2020 eine Einwohnerzahl von 5 ermittelt.

## Geographie
Florida liegt bei 39°29′30″N 91°47′23″W (39,491712, −91,789973). Das Dorf liegt an einem See namens Mark Twain Lake. Ursprünglich floss der Salt River in der Nähe. Florida hat eine Fläche von 0,26 km².

## Demographie
Laut Volkszählung von 2010 war Florida unbewohnt. Laut Volkszählung von 2000 wohnten 9 Menschen in dem Dorf, darunter alle von weißer Hautfarbe. 2 Bewohner waren unter 18, 2 zwischen 18 und 25, 2 zwischen 25 und 45, 1 zwischen 45 und 65 und 2 waren älter als 65. Das Durchschnittsalter betrug 30 Jahre. 6 Frauen und 3 Männer.